# Кресент-Сіті (Каліфорнія)
Кресент-Сіті, Та ат двн, Копі, Далува (англ. Crescent City; четко-толова Taa-’at-dvn, юрок Kohpey, війот Daluwagh ) — місто (англ. city) в США, в окрузі Дель-Норте штату Каліфорнія. Населення — 6673 особи (2020).

## Географія
Кресент-Сіті розташований за координатами 41°45′59″ пн. ш. 124°11′56″ зх. д. / 41.76639° пн. ш. 124.19889° зх. д. (41.766508, -124.198945).  За даними Бюро перепису населення США в 2010 році місто мало площу 6,25 км², з яких 5,09 км² — суходіл та 1,17 км² — водойми.

### Клімат
Місто знаходиться у зоні, котра характеризується середземноморським кліматом. Найтепліший місяць — серпень із середньою температурою 13.9 °C (57 °F). Найхолодніший місяць — лютий, із середньою температурою 8.7 °С (47.6 °F).
| Клімат Кресент-Сіті     | Клімат Кресент-Сіті | Клімат Кресент-Сіті | Клімат Кресент-Сіті | Клімат Кресент-Сіті | Клімат Кресент-Сіті | Клімат Кресент-Сіті | Клімат Кресент-Сіті | Клімат Кресент-Сіті | Клімат Кресент-Сіті | Клімат Кресент-Сіті | Клімат Кресент-Сіті | Клімат Кресент-Сіті | Клімат Кресент-Сіті |
| Показник                | Січ.                | Лют.                | Бер.                | Квіт.               | Трав.               | Черв.               | Лип.                | Серп.               | Вер.                | Жовт.               | Лист.               | Груд.               | Рік                 |
| Абсолютний максимум, °C | 20                  | 22                  | 23                  | 32                  | 29                  | 27                  | 25                  | 28                  | 33                  | 31                  | 26                  | 22                  | 33                  |
| Середній максимум, °C   | 12,6                | 11,9                | 12,6                | 12,6                | 14,3                | 15,8                | 16,2                | 16,9                | 16,6                | 15,8                | 13,3                | 12,3                | 14,2                |
| Середня температура, °C | 8,8                 | 8,7                 | 9,2                 | 9,6                 | 11,3                | 12,6                | 13,4                | 13,9                | 13,1                | 11,9                | 9,9                 | 8,7                 | 10,9                |
| Середній мінімум, °C    | 5,1                 | 5,4                 | 5,7                 | 6,7                 | 8,3                 | 9,4                 | 10,7                | 10,9                | 9,6                 | 8                   | 6,6                 | 5,1                 | 7,6                 |
| Абсолютний мінімум, °C  | −4                  | −3                  | −1                  | 0                   | 0                   | 2                   | 4                   | 4                   | 2                   | 0                   | −2                  | −2                  | −4                  |
| Норма опадів, мм        | 366                 | 299                 | 289                 | 159                 | 110                 | 38                  | 9                   | 19                  | 52                  | 147                 | 323                 | 362                 | 2172                |
| Днів з опадами          | 16                  | 15                  | 16                  | 12                  | 9                   | 5                   | 2                   | 2                   | 4                   | 9                   | 16                  | 16                  | 122                 |
| Днів з дощем            | 22                  | 14                  | 9                   | 7                   | 6                   | 3                   | 2                   | 1                   | 3                   | 10                  | 10                  | 15                  | 107                 |
| ----------------------- | ------------------- | ------------------- | ------------------- | ------------------- | ------------------- | ------------------- | ------------------- | ------------------- | ------------------- | ------------------- | ------------------- | ------------------- | ------------------- |
| Джерело: Weatherbase    |                     |                     |                     |                     |                     |                     |                     |                     |                     |                     |                     |                     |                     |

## Демографія
Згідно з переписом 2010 року, у місті мешкали 7643 особи в 1707 домогосподарствах у складі 940 родин. Густота населення становила 1222 особи/км².  Було 1906 помешкань (305/км²).
Расовий склад населення:
| - 66,1 % — білих - 11,9 % — чорних або афроамериканців - 4,8 % — корінних американців - 4,4 % — азіатів - 0,1 % — вихідців з тихоокеанських островів - 9,1 % — осіб інших рас |

До двох чи більше рас належало 3,6 %. Частка іспаномовних становила 30,6 % від усіх жителів.
За віковим діапазоном населення розподілялося таким чином: 14,5 % — особи молодші 18 років, 77,8 % — особи у віці 18—64 років, 7,7 % — особи у віці 65 років та старші. Медіана віку мешканця становила 34,9 року. На 100 осіб жіночої статі у місті припадало 250,1 чоловіків;  на 100 жінок у віці від 18 років та старших — 298,5 чоловіків також старших 18 років.
Середній дохід на одне домашнє господарство  становив 42 321 долар США (медіана — 27 622), а середній дохід на одну сім'ю — 49 810 доларів (медіана — 37 237). Медіана доходів становила 31 875 доларів для чоловіків та 22 670 доларів для жінок. За межею бідності перебувало 28,7 % осіб, у тому числі 35,1 % дітей у віці до 18 років та 21,4 % осіб у віці 65 років та старших.
Цивільне працевлаштоване населення становило 1251 осіб. Основні галузі зайнятості: освіта, охорона здоров'я та соціальна допомога — 24,5 %, мистецтво, розваги та відпочинок — 23,2 %, роздрібна торгівля — 10,6 %, публічна адміністрація — 9,6 %.